# Vincenzo Corrado
Vincenzo Corrado, né à Oria (Pouilles), le 18 janvier 1736, mort à Naples, le 11 novembre 1836, est un cuisinier, philosophe et  lettré napolitain.
Homme de grande culture, Vincenzo Corrado fut avant tout un grand gastronome, symbole de réalité diversifiée napolitaine de son époque et l'un des grands cuisiniers qui se distinguèrent aux XVIIIe siècle et XIXe siècle dans les cours de la noblesse de Naples. 
Il écrivit, en 1773, Il cuoco galante (Le Cuisinier galant), ouvrage considéré à l'époque comme un livre de grande cuisine, réimprimé sur l'ordre des princes à au moins six reprises. Ce texte fut très apprécié par les hautes autorités et les nobles de l'époque.
Vincenzo Corrado fut le premier cuisinier à mettre par écrit la cuisine méditerranéenne et le premier à valoriser la grande cuisine régionale italienne.
Il préparait des banquets très élégants à la cour de Naples. Il coordonnait une petite armée de majordomes, de servantes et de pages, qui intervenaient dans le grand service de cuisine, il préparait les déjeuners ou les dîners avec un assortiment particulier de mets, en les accordant avec beaucoup de fantaisie et de détails d'ordre architectural et artistique, pour produire une chorégraphie raffinée.

## Biographie
Vincenzo Corrado est né à Oria, le 18 janvier 1736, de Domenico et Maddalena Carbone. Orphelin à la suite de la mort de son père, alors qu'il était encore adolescent, il devint page à la cour de Don Michele Imperiali, qui était prince de Modène et Francavilla Fontana, marquis d'Oria et gentilhomme de chambre du roi des Deux-Siciles, ce qui le mena à Naples où il devait résider de nombreuses années. À sa majorité, il entra dans la congrégation des pères Célestins au couvent d'Oria.
Après l'année de noviciat, Vincenzo fut appelé par le supérieur général De Leo dans la résidence napolitaine de San Piero in Maiella, où il se consacra à des études de mathématique, d'astronomie et de philosophie. Le même père général l'engagea aussi à étudier les sciences naturelles et l'art culinaire, qui le rendit célèbre.
Il ne devint jamais prêtre, aussi, après la suppression des ordres religieux, à l'âge de trente-huit ans, il s'installa à Naples, où il résida plus de cinquante ans, enseignant les langues française et espagnole aux enfants des familles aristocratiques de la ville, publiant en même temps ses nombreux écrits qui lui valurent le succès et la notoriété. Du fait de ses nombreuses obligations à Naples, Vincenzo Corrado ne retourna jamais à Oria, malgré les moments de nostalgie qu'il éprouva à cause de l'éloignement de sa famille et de sa ville natale. Il est mort précisément à Naples le 11 novembre 1836, à l'âge de cent ans.
Le prince de Francavilla lui attribua la tâche de « chef des services de bouche » du palais Cellamare, situé sur la colline des Mortelle, surplombant la baie de Naples, et de la famille du prince. Beaucoup de célébrités de rang élevé, qui venaient à Naples, invitées à la table du prince, purent constater la réputation de cette hospitalité opulente de style espagnol et typiquement napolitain, qui était en usage à l'époque.

## Œuvres

### Il cuoco galante

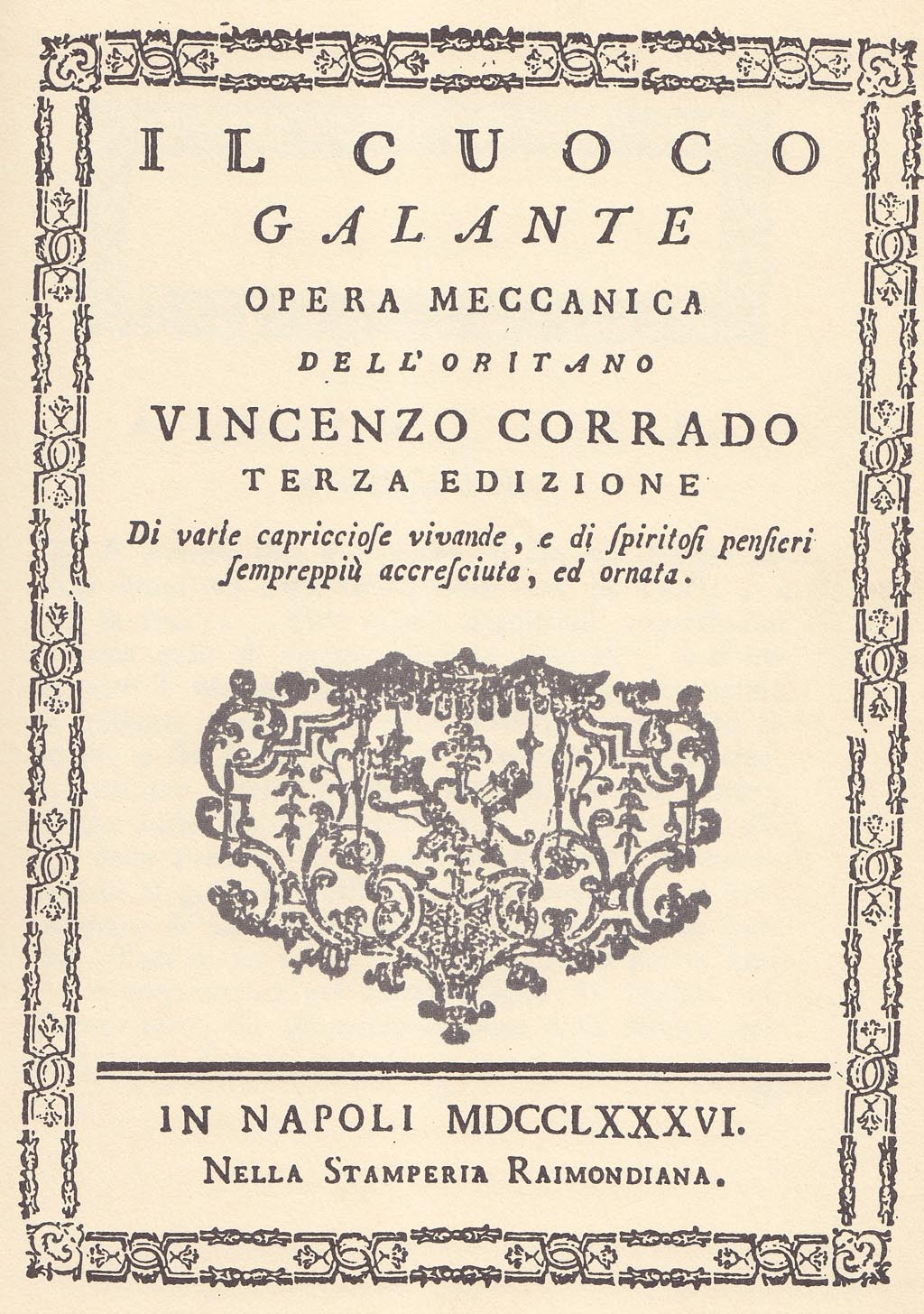
Page de couverture dIl cuoco galante.

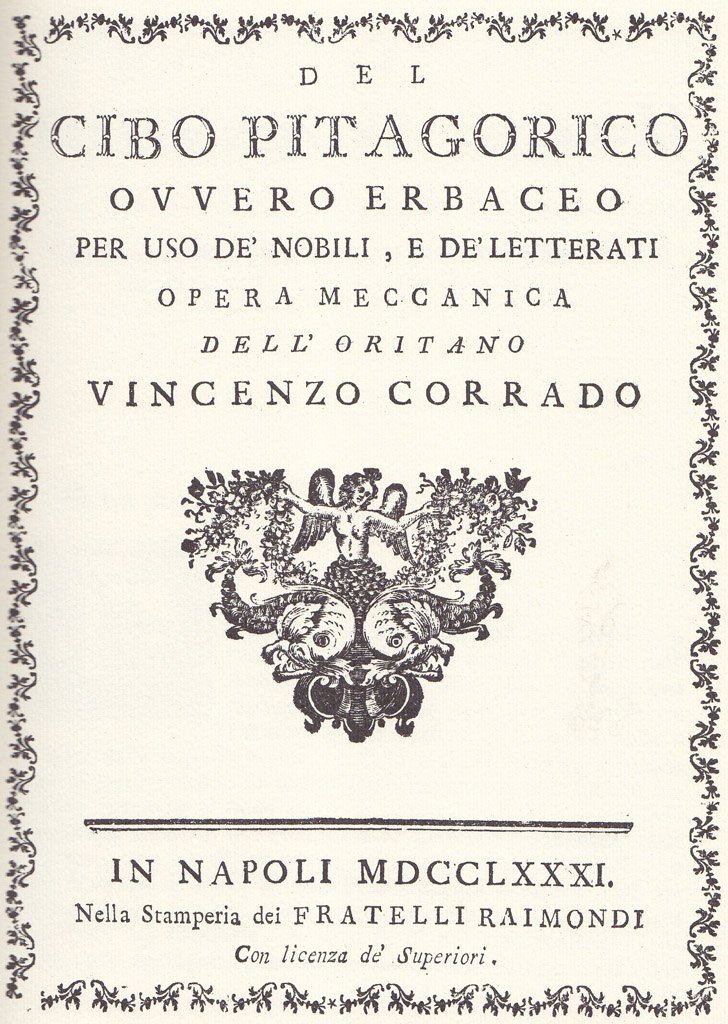
Il cibo pitagorico (La Nourriture pythagoricienne), premier livre végétarien en Italie.

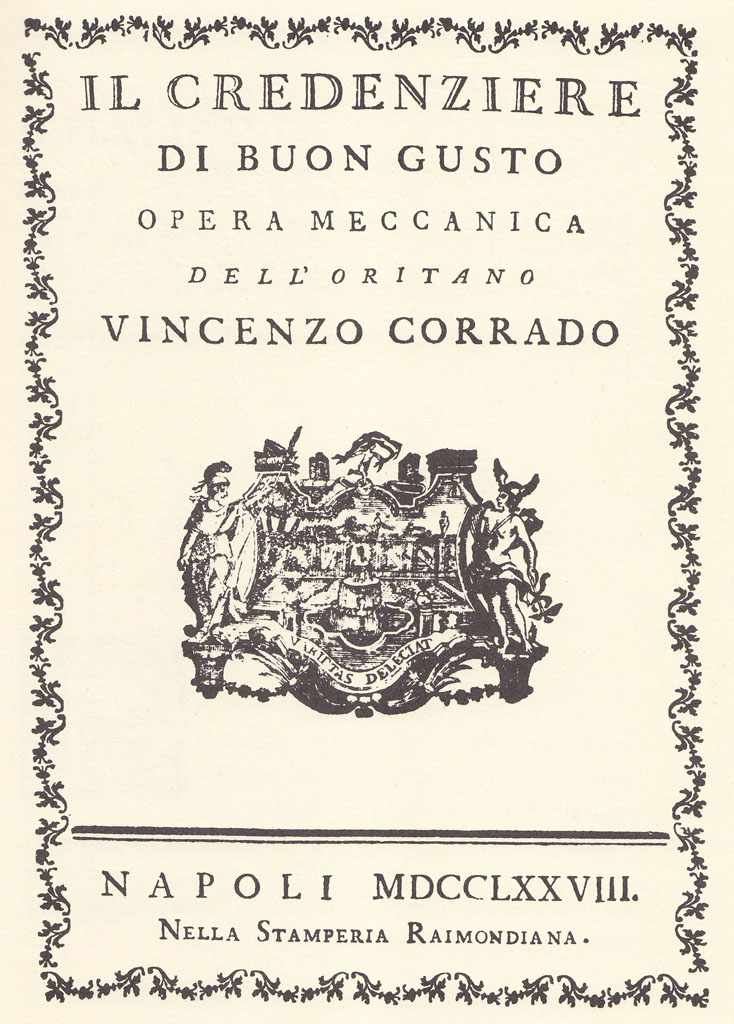
Il credenziere di buon gusto (le crédencier, celui qui s'occupait de la crédence).

L'ouvrage Il cuoco galante, soumis jusqu'en 1857 à sept réimpressions, fut produit jusqu'en 1801 en 7 500 exemplaires et diffusé, en traduction, également à l'étranger. De la dédicace, on retient le leitmotiv de l'écrit et de la philosophie de l'auteur, qui est la suivante : le « bon goût à table », entendu comme « penser sainement ».
Ce traité de gastronomie fut publié en première édition en 1773 ; le succès fut instantané, inespéré et inattendu, car le précédent ouvrage gastronomique,  La lucerna dei cortigiani (La Lampe des courtisans), imprimée à Naples en 1634 et dédiée à Ferdinand II duc de Toscane, ne réussit pas à attirer l'intérêt du public qui le négligea et l'ignora.
La première édition d'Il cuoco galante eut un grand succès et fut rapidement épuisée, à tel point qu'en 1778, le Prince en commanda une deuxième édition, qui connut le même succès. Entretemps, Vincenzo Corrado améliora et augmenta son texte en vue d'une troisième édition, publiée en 1786.
La renommée de l'ouvrage s'est répandue au-delà des frontières du royaume de Naples et de l'Italie ; en effet, arrivèrent de l'étranger des demandes de tous ceux qui avaient connu et apprécié Vincenzo Corrado à la cour des Imperiali, si bien qu'en 1794, on en vint à une quatrième édition, suivie en 1806 de la cinquième, et une sixième sera finalement publiée.
Les nouveautés absolues introduites par l'auteur étaient alors la pomme de terre, la tomate, le café et le chocolat.

### Autres œuvres
Encouragé par le succès d'Il cuoco galante, le Prince poussa l'auteur à publier, en 1778, un ouvrage intitulé Credenziere del buon gusto, del bello del soave e del dilettevole per soddisfare gli uomini di sapere e di gusto.
Vincenzo Corrado écrivit et publia ensuite Il cibo pitagorico (La Nourriture pythagoricienne), Trattato sulle patate (Traité sur les pommes de terre),  Manovre del cioccolato e del caffè (Manœuvre du chocolat et du café), Trattato sull'agricoltura e la pastorizia (Traité sur l'agriculture et le pastoralisme) et enfin Poesie baccanali per commensali (Poésies bacchanales pour les convives).